# 阿洛韦拉
阿洛韦拉，是西班牙卡斯蒂利亚-拉曼恰瓜达拉哈拉省的一个市镇。总面积14平方公里，总人口3170人（2001年），人口密度226人/平方公里。